# Aha! sa Mark!
Aha! sa Mark! barn-tv-serie med Mark Levengood som sändes på SVT två säsonger 1994 och 1995. Mark Levengood och hans kanin Peps O Dent pratade med barn om hur saker och ting fungerar. Den första säsongen producerades av Svante Kettner och den andra av Nils Lagergren.